# 群馬大學
群馬大学
| 大学設立   | 1949年：群馬大学                                                                                |
| 設立母体   | 1873年：群馬師範学校 1918年：群馬青年師範学校 1943年：前橋医学專門学校 1915年：桐生工業專門学校 |
| 学校種別   | 国立                                                                                            |
| 設置者     | 国立大学法人群馬大学                                                                            |
| 校長       | 鈴木守                                                                                          |
| 本部所在地 | 〒371-8510 · 日本群馬縣前橋市荒牧町4-2                                                          |
| 校區       | 荒牧校区 昭和校区 桐生校区 太田校区（2008年供用開始）                                           |
| 学部       | 教育学部 社会情報学部 医学部 工学部                                                             |
| 大学院     | 教育学研究科 社会情報学研究科 医学系研究科 工学研究科                                           |
| 網站       | 群馬大学官方网站 （页面存档备份，存于）                                                         |

群馬大学（ぐんまだいがく、Gunma University）1949年设立的群馬县的国立大学法人。校区分为：前橋市荒牧地区（教育学部和社会信息学部所在地）、前橋市昭和地区（医学部所在地）、桐生地区（工学部所在地）。另外，所有一年级新生都在荒牧地区学习教養科目。学部・大学院以外，还有附属図書館、生体調節研究所、医学部附属医院、地域共同研究中心、機器分析中心、基因実験设施、综合信息处理中心等机构。

## 排名
- 萊頓大學世界大學論文引用排名（CWTS）：日本第25名（2014年）[1]

## 沿革
- 1949年　新制群馬大学设立

### 教育学部
教育学部，是由1873年設立的小学校教員讲习所（后改作群馬师范学校）和1918年設立的農業講習科（后改作群馬青年师范学校）合并而成的。这两个学校在1949年合并为群馬大学学艺学部。学艺学部在1966年改称教育学部，1999年设立大学院教育学研究科（硕士課程）。

### 社会信息学部
社会信息学部是1993年新設的学部。1998年设立大学院社会信息学研究科（硕士課程）。

### 医学部
医学部是由1943年設立的前橋医学专门学校（后改称前橋医科大学）发展而来的。1949年成为群馬大学医学部，1963年设立大学院医学研究科（博士課程）。大学院于2001年改称医学系研究科、2003年改组成拥有博士前期課程・後期課程的大学院。

### 工学部
工学部是由1915年設立的桐生高等染織学校（后改称桐生工業专门学校）发展而来的。1949年成为群馬大学的一个学部。1964年设立大学院工学研究科，1989年增设博士課程。另外，还开设日间课程和夜间课程。

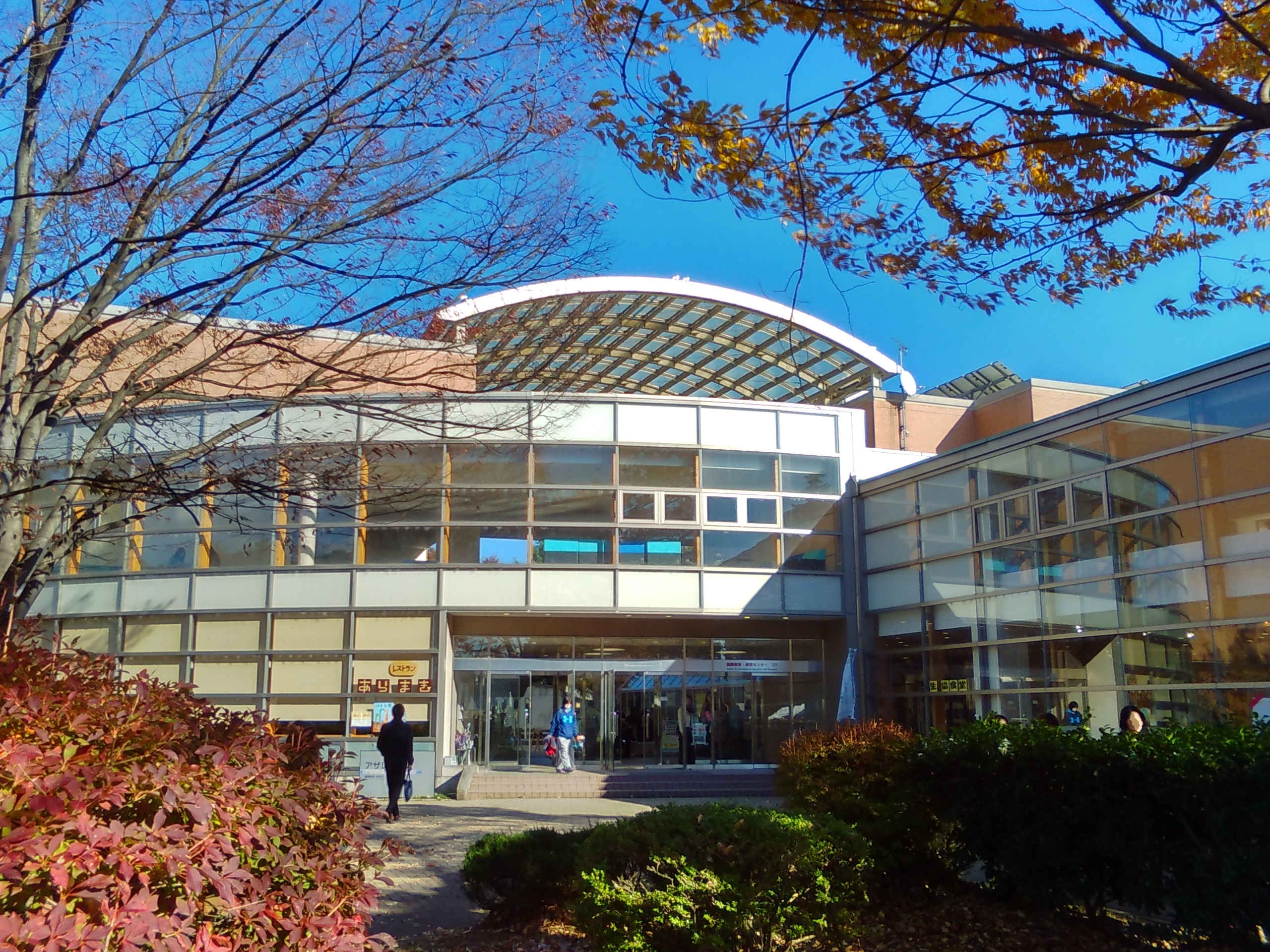

## 学部・学科
- 学部
- 教育学部 
  - 文化・社会系
  - 自然・信息系
  - 芸術・表現系
  - 生活・健康系
  - 教育人类科学系
- 社会信息学部 
  - 社会信息学科
- 医学部 
  - 医学科
  - 保健学科
- 工学部 
  - 应用化学科
  - 材料工学科
  - 生物化学工学科
  - 机械系统工学科
  - 建設工学科
  - 电气电子工学科
  - 信息工学科

## 大学院
- 教育学研究科（硕士課程）
- 社会信息学研究科（硕士課程）
- 医学系研究科（博士前期課程・博士后期課程）
- 工学研究科（硕士課程・博士課程）

## 主要教员
- 岡崎彰（教育学部教授、天体物理学・天文教育）
- 森昌朋（大学院医学系研究科病態抑制内科学教授、代謝・内分泌专业、日本甲状腺学会理事長）

## 著名校友
- 新井敏弘 - 拉力车手
- 田口玄一 - 工程學家，田口方法發明者
- 星野富弘 - 画家・詩人

## 姊姊學校
- 臺灣
  - 國立虎尾科技大學 （National Formosa University）
  - 國立中央大學 （National Central University）
  - 國立台北教育大學 （National Taipei University of Education）